# Nauru Bwiema
Nauru Bwiema, en français « Nauru Notre patrie », est l'hymne national de Nauru.
Margaret Hendrie en écrivit les paroles et Laurence Henry Hicks composa la musique. Nauru adopta cet hymne le 31 janvier 1968 lors de l'indépendance du pays.

## Paroles en nauruan
Nauru bwiema, ngabena ma auwe.

Ma dedaro bwe dogum, mo otata bet egom.

Atsin ngago bwien okor, ama bagadugu

Epoa ngabuna ri nan orre bet imur.

Ama memag ma nan epodan eredu won engiden,

Miyan aema ngeiyin ouge,

Nauru eko dogin !

## Traduction en français
Nauru notre patrie, le pays que nous aimons tellement ;

Nous prions tous pour toi et glorifions ton nom ;

Depuis longtemps tu étais la patrie de nos ancêtres ;

et tu le seras pour les générations suivantes ;

Nous nous joignons tous pour honorer ton drapeau ;

Et nous exulterons tous ensemble et dirons :

Nauru pour l'éternité !